# الدوري البلغاري الممتاز 1987-88
الدوري البلغاري الممتاز 1987-88 (بالبلغارية: „А“ група 1987/88)‏ هو الموسم 64 من الدوري البلغاري الممتاز. أشرف على تنظيمه اتحاد بلغاريا لكرة القدم، وكان عدد الأندية المشاركة فيه 16، وفاز فيه ليفسكي صوفيا.